# Patrizia Pesenti
Patrizia Pesenti (* 13. Dezember 1958 in Locarno) ist eine Schweizer Rechtsanwältin und Politiker in (SP).

## Biografie
Pesenti besuchte das Gymnasium in Zürich. Sie studierte Rechtswissenschaft an der Universität Zürich und schloss 1983 mit dem Lizenziat ab. 1985 erlangte sie das Anwaltspatent. Im selben Jahr wurde sie im Tessin Jugendrichterin. Von April 1999 bis April 2011 war sie Staatsrätin des Kantons Tessin, sie leitete das Departement für Gesundheit und Soziales.
Ab Anfang September 2011 wird sie bei Ringier für die Unternehmensentwicklung von Ringier Schweiz tätig sein. Sie war seit 2017 Mitglied des Aufsichtsorgans und ist seit März 2019 Vizepräsidentin der Credit Suisse (Schweiz). Sie trat am 1. August 2017 dem Rat der Universität Luzern bei.